# Konsole (Möbel)

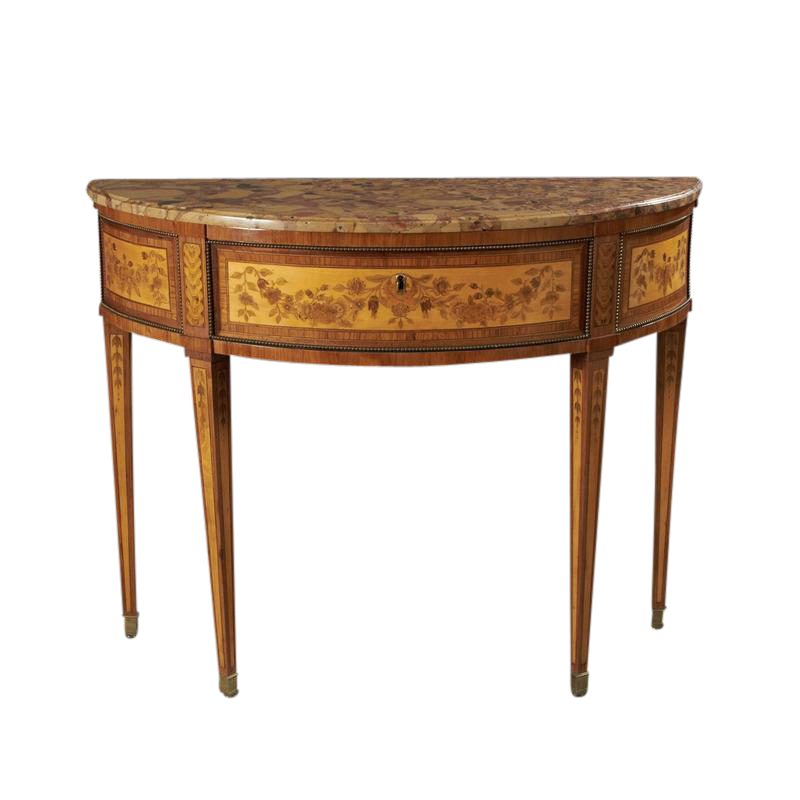
Eine französische Konsole aus der Zeit Ludwig XVI., 18. Jahrhundert, mit einer Schublade

Eine Konsole ist ein schmales, tischartiges Möbelstück, das meist an der Wand aufgestellt oder angebracht wird. Es dient als Ablagefläche für Gegenstände und zur Platzierung dekorativer Objekte. Viele Modelle weisen zusätzlich kleine Schubfächer auf. Es wird auch von Konsolentisch gesprochen.

## Wortherkunft

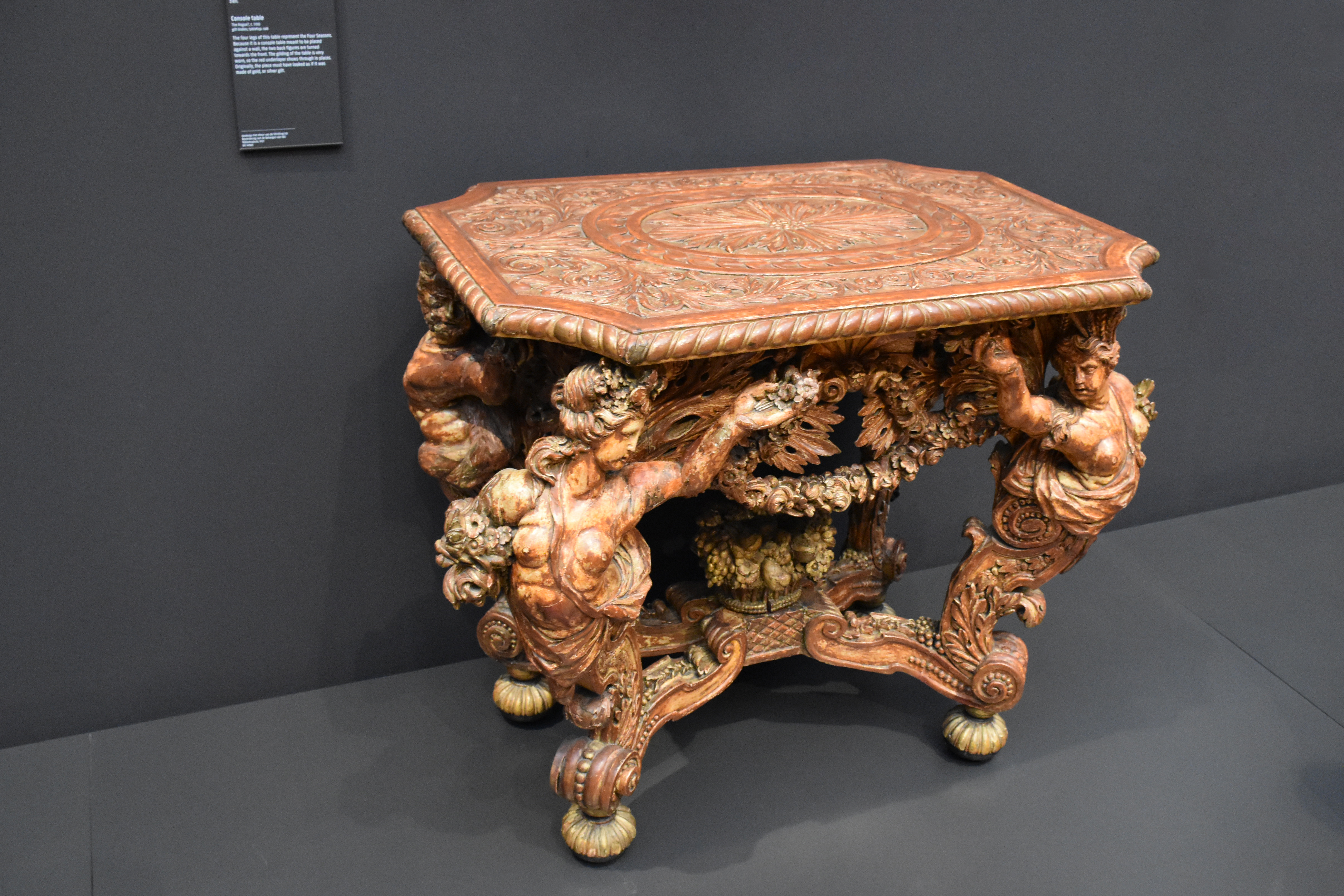
Ein Konsolentisch um 1700, die figurale Gestaltung der Beine veranschaulicht den Bezug zum menschlichen Seelentröster

Eine Konsole war ursprünglich ein Mauervorsprung, auf dem etwas aufgestellt werden konnte oder Balken abgestützt wurden. Das Wort leitet sich vom französischen Wort „consoler“ – trösten – ab.
Im 16. Jahrhundert wurde in Frankreich ein Stützpfeiler als „consolateur“ (Seelentröster) bezeichnet. Ein solcher Stützpfeiler konnte als Pfeilfigur gestaltet sein (in weiblicher Form Karyatide und in männlicher Form Atlant genannt). Später wurde daraus die „console“ als Möbelstück, und das Wort fand Eingang ins Deutsche. Der Wortstamm der Konsole verbindet also die Rolle eines seelischen Trösters und Helfers mit der Funktion einer physischen, gegenständlichen Stütze.

## Varianten

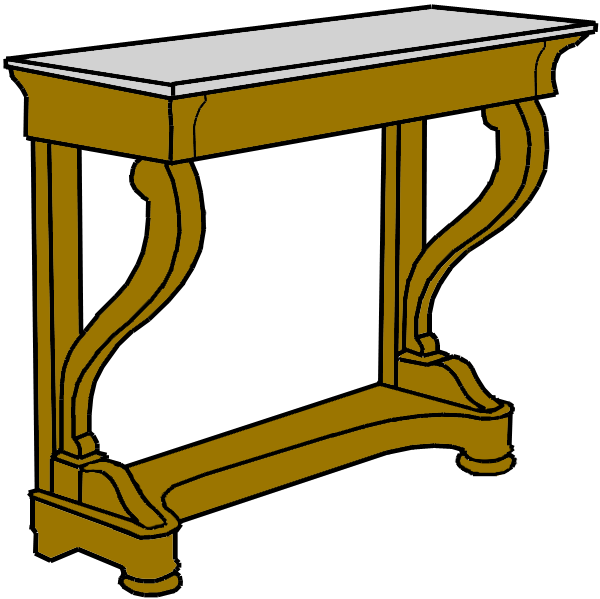
Ein Beispiel für eine Konsole in schematischer Darstellung

Eine Konsole kann ein selbststehendes Möbelstück sein oder die Form eines Wandbretts haben, das mit zwei Beinen gestützt an der Wand angebracht wird. Eine weitere Variante ist die direkte Anbringung eines Bretts an der Wand oder in einem offenen Regal. Konsolen können mit zusätzlichen Zwischenböden versehen werden, um weitere Ablageflächen zu schaffen. Gängig sind auch Schubfächer, in denen sich kleinere Gegenstände deponieren lassen.